# C'Midi
C'Midi, créé en 2014 par Joseph Andjou, est un talk-show ivoirien diffusé sur RTI 1. Il est produit par Jeanne Dekao Faye Lou et fut présenté de 2014 à 2023 par Caroline Dasylva. Caroline a été l'hôte du programme depuis sa création,,,,. Le 6 novembre 2023, la nouvelle animatrice est Eva Amani.